# Южное Узкое
Южное Узкое — пресноводное озеро на территории Повенецкого городского поселения Медвежьегорского района Республики Карелии.

## Общие сведения
Площадь озера — 1,2 км². Располагается на высоте 103 метров над уровнем моря.
Форма озера продолговатая: оно почти на три километра вытянуто с северо-северо-запада на юго-юго-восток. Берега каменисто-песчаные, местами заболоченные.
Южное Узкое протокой соединяется с Волозером, через которое проходит Беломорско-Балтийский канал, выходящий в Онежское озеро.
С восточной стороны Южное Узкое соединено с Северным Узким, в которое впадает река Сона, вытекающая из Верхнего Сунозера.
В озере расположено не менее четырёх безымянных островов различной площади.
Населённые пункты и автодороги вблизи водоёма отсутствуют.
Код объекта в государственном водном реестре — 01040100611102000018909.